# Renán Addles
Renán Yoriel Addles Daniels (Colón, 11 de julio de 1989) es un futbolista panameño. Juega como delantero.
(Tiene dos hijas )
Renalis Yorieliz Addles corinealdy 
Rosnely Joelis Addles Corinealdy

## Trayectoria
Renán Addles nació en Colón, Panamá el 11 de julio de 1989. Es miembro de una numerosa familia integrada por siete hermanos; sus padres son Raimundo y Beatriz. Se crio en el barrio Santa Rita.
Sus inicios futbolísticos fueron en el Chorrillo FC, donde debutó a los 14 años. En la temporada 2007 vuelve a su ciudad natal para jugar en el Club CD Árabe Unido. El año siguiente fue fichado por el Atlético Huila, de Colombia. En 2010 prueba suerte en España con el Gimnàstic de Tarragona pero no pasó la prueba. Ese mismo año también estuvo a prueba en el RCD Español, de Barcelona pero tamopoco tuvo fortuna. En agosto de 2010 le llega una propuesta desde Bolivia para jugar en el Club The Strongest de la Primera División de ese país. En tal club se convirtió en titular indiscutible y goleador del equipo aurinegro.
El 25 de enero de 2012 ficha por Aurora de Bolivia. En julio de ese mismo año, se convirtió en refuerzo del Chorrillo FC para el Torneo LPF Apertura 2012 y la Concacaf Liga Campeones 2012-2013 y en diciembre del mismo año, fichó por Unión La Calera de la Primera División de Chile.

## Clubes
| Club                   | País     | Año       |
| ---------------------- | -------- | --------- |
| Chorrillo F. C.        | Panamá   | 2004-2006 |
| Árabe Unido            | Panamá   | 2007-2008 |
| Atlético Huila         | Colombia | 2008      |
| Chorrillo F. C.        | Panamá   | 2009      |
| The Strongest          | Bolivia  | 2010-2011 |
| Chorrillo F. C.        | Panamá   | 2011      |
| Aurora                 | Bolivia  | 2012      |
| Chorrillo F. C.        | Panamá   | 2012      |
| Unión La Calera        | Chile    | 2013      |
| Plaza Amador           | Panamá   | 2014-2015 |
| Juan Aurich            | Perú     | 2016      |
| Árabe Unido            | Panamá   | 2017-2018 |
| Sporting San Miguelito | Panamá   | 2018      |
| San Francisco F. C.    | Panamá   | 2018      |
| Azuero FC              | Panamá   | 2019      |

## Palmarés

### Títulos nacionales
| Título           | Club           | País   | Año    |
| ---------------- | -------------- | ------ | ------ |
| Primera División | CD Árabe Unido | Panamá | 2015-C |
| Primera División | CD Árabe Unido | Panamá | 2015-A |